# Looks That Kill
Looks That Kill è un singolo della band statunitense Mötley Crüe dell'album Shout at the Devil del 1983.

## Formazione
- Vince Neil - voce
- Mick Mars - chitarra
- Nikki Sixx - basso
- Tommy Lee - batteria